# Suurisaari (ö i Finland, Norra Karelen, Pielisen Karjala, lat 63,46, long 29,84)
Suurisaari är en ö i Finland. Den ligger i sjön Ruosmanjärvi och i kommunen Lieksa i den ekonomiska regionen  Pielinen-Karelen  och landskapet Norra Karelen, i den östra delen av landet, 400 km nordost om huvudstaden Helsingfors. Öns area är 25,9 hektar och dess största längd är 0,9 kilometer i sydöst-nordvästlig riktning.